# Registre national des lieux historiques dans le comté de Mariposa

Localisation du comté de Mariposa en Californie

Ceci est la liste des lieux historiques inscrits sur le registre national dans le comté de Mariposa en Californie.
Elle est censée être exhaustive des propriétés et des districts des lieux historiques du registre national dans le comté de Mariposa, en Californie. Les coordonnées de latitude et longitude sont fournies pour la plupart des propriétés et les districts du registre national ; ces localisations peuvent être aperçues sur Google Map.

Il y a 44 propriétés et districts répertoriés sur le registre national dans le comté, dont quatre monuments historiques nationaux.

## Liste actuelle
| Position | ID        | Type | Nom                                                   | Localisation                                                                                     | Ville                     | Date d'inscription | Image | Coordonnées                          | Description |
| -------- | --------- | ---- | ----------------------------------------------------- | ------------------------------------------------------------------------------------------------ | ------------------------- | ------------------ | ----- | ------------------------------------ | ----------- |
| 1        | 78000362  | NRHP | Acting Superintendent's Headquarters                  | Parc national de Yosemite                                                                        | Wawona                    | 9 juin 1978        |       | 37° 32′ 20″ nord, 119° 39′ 17″ ouest |             |
| 2        | 77000149  | NHL  | The Majestic Yosemite Hotel                           | Yosemite Valley                                                                                  | Parc national de Yosemite | 15 février 1977    |       |                                      |             |
| 3        | 79000316  | HD   | Bagby Stationhouse, Water Tanks and Turntable         | CA 140                                                                                           | El Portal                 | 13 avril 1979      |       | 37° 40′ 27″ nord, 119° 46′ 47″ ouest |             |
| 4        | 75000438  | NRHP | Big Gap Flume                                         | Eat de Groveland vers la CA 120 dans la forêt nationale de Stanislaus                            | Groveland                 | 12 mai 1975        |       | 37° 49′ 19″ nord, 120° 03′ 34″ ouest |             |
| 5        | 01000719  | NRHP | Bower Cave                                            | Adresse restreinte[Quoi ?]                                                                       | Greeley Hill              | 16 juin 2003       |       |                                      |             |
| 6        | 03000056  | NRHP | Camp 4 (Yosemite)                                     | Route nord du parc national de Yosemite                                                          | Parc national de Yosemite | 21 février 2003    |       | 37° 44′ 30″ nord, 119° 36′ 09″ ouest |             |
| 7        | 79000315  | HD   | Curry Village                                         | Yosemite Valley                                                                                  | Parc national de Yosemite | 1er novembre 1979  |       | 37° 44′ 36″ nord, 119° 34′ 16″ ouest |             |
| 8        | 82002205  | HD   | Coulterville Main Street Historic District (ceb)      | Main St.                                                                                         | Coulterville              | 12 mars 1982       |       | 37° 42′ 38″ nord, 120° 11′ 50″ ouest |             |
| 9        | 96000354  | NRHP | Crane Flat Fire Lookout                               | Nord de Big Oak Flat Rd., près de Crane Cr., parc national de Yosemite                           | Aspen Valley (en)         | 4 avril 1996       |       | 37° 45′ 34″ nord, 119° 49′ 10″ ouest |             |
| 10       | 100001558 | NRHP | Degnan's Restaurant                                   | 9001 Village Dr.                                                                                 | Parc national de Yosemite | 5 septembre 2017   |       | 37° 44′ 53″ nord, 119° 35′ 08″ ouest |             |
| 11       | 78000359  | HD   | El Portal Archeological District                      | Adresse restreinte                                                                               | Mariposa                  | 18 août 1978       |       |                                      |             |
| 12       | 10001190  | NRHP | El Portal Old Schoolhouse                             | Chapel Lane, parc national de Yosemite                                                           | El Portal                 | 1er février 2011   |       | 37° 40′ 29″ nord, 119° 47′ 11″ ouest |             |
| 13       | 78000357  | NRHP | Glacier Point Trailside Museum                        | Est d'El Portal dans le parc national de Yosemite                                                | El Portal                 | 4 avril 1978       |       | 37° 43′ 50″ nord, 119° 34′ 23″ ouest |             |
| 14       | 12000494  | NRHP | Half Dome                                             | P.O. Box 577                                                                                     | Vallée de Yosemite        | 15 août 2012       |       | 37° 44′ 49″ nord, 119° 31′ 47″ ouest |             |
| 15       | 78000360  | NRHP | Hetch Hetchy Railroad Engine No.6                     | CA 140                                                                                           | El Portal                 | 30 janvier 1978    |       | 37° 40′ 30″ nord, 119° 46′ 46″ ouest |             |
| 16       | 78000356  | NRHP | Hodgdon Homestead Cabin                               | Parc national de Yosemite                                                                        | Wawona                    | 9 juin 1978        |       | 37° 32′ 20″ nord, 119° 39′ 19″ ouest |             |
| 17       | 05000775  | NRHP | Hornitos Masonic Hall No. 98 (en)                     | 2877 Bear Valley Rd.                                                                             | Hornitos                  | 3 août 2005        |       | 37° 30′ 05″ nord, 120° 14′ 14″ ouest |             |
| 18       | 79000280  | NRHP | Chris Jorgenson Studio                                | Pioneer Yosemite Historic Center                                                                 | Parc national de Yosemite | 13 avril 1979      |       | 37° 32′ 20″ nord, 119° 39′ 19″ ouest |             |
| 19       | 77000148  | NHL  | LeConte Memorial Lodge                                | Yosemite Valley, parc national de Yosemite                                                       | Curry Village             | 8 mars 1977        |       | 37° 44′ 24″ nord, 119° 34′ 42″ ouest |             |
| 20       | 77000306  | NRHP | Mariposa County Courthouse (en)                       | 5088 Bullion St.                                                                                 | Mariposa                  | 7 décembre 1977    |       | 37° 29′ 20″ nord, 119° 57′ 59″ ouest |             |
| 21       | 91000547  | NRHP | Mariposa County High School Auditorium                | 5074 Old Highway N.                                                                              | Mariposa                  | 2 mai 1991         |       | 37° 29′ 21″ nord, 119° 57′ 47″ ouest |             |
| 22       | 78000381  | NRHP | Mariposa Grove Museum                                 | Sud-est de Wawona dans le parc national de Yosemite                                              | Wawona                    | 1er décembre 1978  |       | 37° 30′ 50″ nord, 119° 35′ 54″ ouest |             |
| 23       | 91000560  | HD   | Mariposa Town Historic District (ceb)                 | À peu près délimité par Charles, 11th, Jones et 4th Sts.                                         | Mariposa                  | 15 mai 1991        |       | 37° 29′ 14″ nord, 119° 57′ 54″ ouest |             |
| 24       | 78000353  | NRHP | McCauley and Meyer Barns                              | Nord d'El Portal dans le parc national de Yosemite                                               | El Portal                 | 15 juin 1978       |       | 37° 42′ 00″ nord, 119° 45′ 18″ ouest |             |
| 25       | 79000281  | NRHP | McGurk Cabin                                          | Sud du village de Yosemite                                                                       | Yosemite Village          | 4 juin 1979        |       | 37° 40′ 40″ nord, 119° 37′ 27″ ouest |             |
| 26       | 78000358  | NRHP | Merced Grove Ranger Station                           | Nord d'El Portal dans le parc national de Yosemite                                               | El Portal                 | 15 juin 1978       |       | 37° 44′ 56″ nord, 119° 50′ 21″ ouest |             |
| 27       | 14000407  | NRHP | Merced Lake High Sierra Camp                          | Le long de la rive nord de la rivière Merced, directement à l'est du lac Merced                  | Parc national de Yosemite | 18 juillet 2014    |       | 37° 44′ 24″ nord, 119° 24′ 24″ ouest |             |
| 28       | 14000408  | NRHP | Merced Lake Ranger Station                            | Jct. of Merced Lake Tr. & Lewis Cr.                                                              | Parc national de Yosemite | 18 juillet 2014    |       | 37° 44′ 18″ nord, 119° 23′ 45″ ouest |             |
| 29       | 14000409  | NRHP | Ostrander Lake Ski Hut                                | Ostrander Lake Tr.                                                                               | Parc national de Yosemite | 18 juillet 2014    |       | 37° 37′ 36″ nord, 119° 32′ 59″ ouest |             |
| 30       | 87001414  | NHL  | Rangers' Club                                         | Yosemite Valley                                                                                  | Parc national de Yosemite | 28 mai 1987        |       | 37° 44′ 50″ nord, 119° 35′ 12″ ouest |             |
| 31       | 91000424  | NRHP | St. Joseph Catholic Church, Rectory and Cemetery (en) | 4983-4985 Bullion St.                                                                            | Mariposa                  | 16 avril 1991      |       | 37° 28′ 57″ nord, 119° 57′ 37″ ouest |             |
| 32       | 14000410  | NRHP | Snow Creek Ski Hut                                    | Au loin de la piste du lac Tanaya, versant ouest du Mt. Watkins                                  | Parc national de Yosemite | 18 juillet 2014    |       | 37° 47′ 17″ nord, 119° 31′ 22″ ouest |             |
| 33       | 14000411  | NRHP | Snow Flat Snow Survey Shelter                         | Terminus du service routier sur May Lake Rd.                                                     | Parc national de Yosemite | 18 juillet 2014    |       | 37° 49′ 31″ nord, 119° 29′ 52″ ouest |             |
| 34       | 14000412  | NRHP | Sunrise High Sierra Camp                              | Le long de la rive nord du Long Meadow Creek, surplombant Long Meadow (sud-est des lacs Sunrise) | Parc national de Yosemite | 18 juillet 2014    |       | 37° 47′ 43″ nord, 119° 25′ 58″ ouest |             |
| 35       | 78000363  | NRHP | Track Bus No. 19 (en)                                 | CA 140                                                                                           | El Portal                 | 22 mai 1978        |       | 37° 40′ 30″ nord, 119° 46′ 46″ ouest |             |
| 36       | 14000413  | NRHP | Vogelsang High Sierra Camp                            | Le long de Fletcher Creek, immédiatement au sud-oues du lac Fletcher                             | Parc national de Yosemite | 18 juillet 2014    |       | 37° 47′ 43″ nord, 119° 20′ 44″ ouest |             |
| 37       | 06001261  | NRHP | Pont couvert de Wawona                                | Pioneer Yosemite History Center                                                                  | Wawona                    | 11 janvier 2007    |       | 37° 32′ 19″ nord, 119° 39′ 17″ ouest |             |
| 38       | 75000223  | NHL  | The Wawona Hotel and Studio                           | sur la CA 41 dans le parc national de Yosemite                                                   | Wawona                    | 1er octobre 1975   |       | 37° 32′ 11″ nord, 119° 39′ 18″ ouest |             |
| 39       | 78000355  | NRHP | Yosemite Transportation Company Office                | Nord de Wawona dans le parc national de Yosemite                                                 | Wawona                    | juin 1978          |       | 37° 32′ 20″ nord, 119° 39′ 17″ ouest |             |
| 40       | 78000361  | HD   | Yosemite Valley Archeological District                | Adresse restreinte                                                                               | Yosemite Village          | 20 janvier 1978    |       |                                      |             |
| 41       | 77000160  | HD   | Yosemite Valley Bridges                               | Huit ponts sur la rivière Merced, parc national de Yosemite                                      | Yosemite Village          | 25 novembre 1977   |       | 37° 43′ 58″ nord, 119° 36′ 00″ ouest |             |
| 42       | 73000256  | NRHP | Yosemite Valley Chapel                                | Off CA 140                                                                                       | Parc national de Yosemite | 12 décembre 1973   |       | 37° 44′ 27″ nord, 119° 35′ 26″ ouest |             |
| 43       | 78000352  | NRHP | Yosemite Valley Railroad Caboose No. 15 (en)          | CA 140                                                                                           | El Portal                 | 22 mai 1978        |       | 37° 40′ 30″ nord, 119° 46′ 46″ ouest |             |
| 44       | 78000354  | HD   | Yosemite Village Historic District                    | Est d'El Portal dans le parc national de Yosemite                                                | El Portal                 | 30 mars 1978       |       | 37° 44′ 55″ nord, 119° 35′ 18″ ouest |             |

## Anciennement dans le registre
| Position | ID       | Type          | Nom                     | Localisation                             | Ville            | Date d'inscription | Image | Coordonnées | Description                                                                                                   |
| -------- | -------- | ------------- | ----------------------- | ---------------------------------------- | ---------------- | ------------------ | ----- | ----------- | --- |
| 1        | 75002146 | NRHP (suppr.) | Degnan House and Bakery | Southside Dr., parc national de Yosemite | Yosemite Village | 1975               |       |             | La maison a été enlevée, tandis que la boulangerie a été déplacée dans le centre de l'histoire des pionniers. |